# Stanford Parris

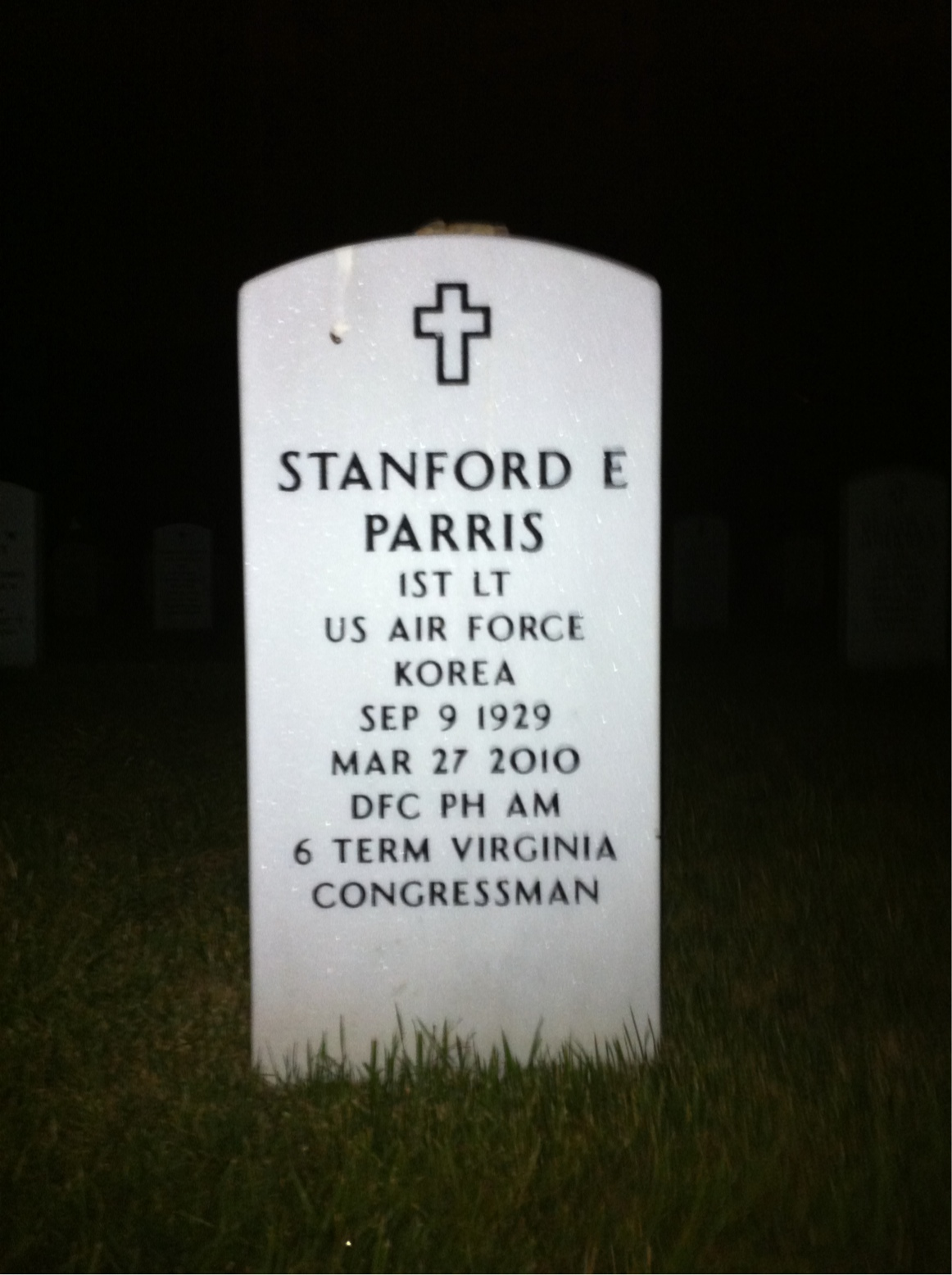
Stanford Parris grav.

Stanford Elmer "Stan" Parris, född 9 september 1929 i Champaign i Illinois, död 27 mars 2010 i Mathews County i Virginia, var en amerikansk republikansk politiker. Han var ledamot av USA:s representanthus 1973–1975 och 1981–1991.
Parris utexaminerades 1950 från University of Illinois, deltog sedan i Koreakriget i USA:s flygvapen och avlade 1954 juristexamen vid George Washington University.  År 1973 efterträdde han William L. Scott i representanthuset och efterträddes 1975 av Herbert Harris. År 1981 tillträdde han på nytt som kongressledamot och efterträddes 1991 av Jim Moran.